# Pecúlio
Pecúlio e pecúlio por morte são termos que definem o capital segurado que é pago em caso de morte de um segurado, em uma única parcela, para uma ou mais pessoas. Pode ser corrigível, ou não. No Brasil é muito empregado pelas instituições que operam em seguros sociais, tanto governamentais ou privadas.
É um montante que é enviado para os beneficiários do segurado, quando este morre.